# ساختمان کیستون
ساختمان کیستون یک ساختمان و آسمان‌خراش واقع در ایالات متحده آمریکا می‌باشد و پروژه ساخت آن در سال ۱۹۷۱ به پایان رسید. تعداد طبقاتش ۳۲ است.